# فلیشیا دی
فلیشیا دی (انگلیسی: Felicia Day؛ زادهٔ ۲۸ ژوئن ۱۹۷۹) یک هنرپیشه، کارگردان، خواننده، و نویسنده اهل ایالات متحده آمریکا است. وی در سریال سوپرنچرال در نقش چارلی ایفای نقش کرده است. وی از سال ۲۰۰۱ میلادی تاکنون مشغول فعالیت بوده‌است.
از فیلم‌ها یا برنامه‌های تلویزیونی که وی در آن نقش داشته است، می‌توان به تب چمنزار اشاره کرد.